# 39-й Берлинский международный кинофестиваль
39-й Берлинский международный кинофестиваль прошёл с 10 по 21 февраля 1989 года в Западном Берлине.

## Жюри
- Рольф Либерман (председатель жюри)
- Лесли Карон
- Чэнь Кайгэ
- Вадим Гловна
- Рэнда Хейнс
- Владимир Игнатовски
- Адриан Куттер
- Франсиско Рабаль
- Клифф Робертсон
- Зденек Сверак
- Борис Васильев

## Конкурсная программа
- Обвиняемые, режиссёр Джонатан Каплан
- Банда четырёх режиссёр Жак Риветт
- Банкомат режиссёр Вилли Херманн
- Камилла Клодель режиссёр Брюно Нюиттен
- Городские герои режиссёр Ёдзи Ямада
- Эскилаче режиссёр Хоакин Молина и Хосефина Молина
- Фаллада – последняя глава режиссёр Роланд Греф
- Игрок под номер 9 режиссёр Пантелис Вулгарис
- Американские истории режиссёр Шанталь Акерман
- 1952: Иван и Александра режиссёр Иван Ничев
- Я люблю, ты любишь режиссёр Душан Ганак
- Жанна д’Арк Монголии режиссёр Ульрике Оттингер
- Лето Авии режиссёр Эли Коэн
- Пока летит летучая мышь режиссёр Петер Тимар
- Миссисипи в огне режиссёр Алан Паркер
- Тёмная ночь режиссёр Карлос Саура
- Гора Песталоцци режиссёр Петер фон Гунтен
- Человек дождя режиссёр Барри Левинсон
- Воскресшие режиссёр Пол Гринграсс
- Слуга режиссёр Вадим Абдрашитов
- Радиоболтовня режиссёр Оливер Стоун
- Вечерний звон режиссёр Зиниу Ву

## Награды
- Золотой медведь:
  - Человек дождя, режиссёр Барри Левинсон
- Золотой медведь за лучший короткометражный фильм:
  - Два танцора
- Серебряный медведь:
  - Лето Авии
- Серебряный медведь за лучшую мужскую роль:
  - Джин Хэкмен — Миссисипи в огне
- Серебряный медведь за лучшую женскую роль:
  - Изабель Аджани — Камилла Клодель:
- Серебряный медведь за лучшую режиссёрскую работу:
  - Душан Ганак — Я люблю, ты любишь
- Серебряный медведь за лучший короткометражный фильм:
  - Удел
- Серебряный медведь за выдающиеся персональные достижения:
  - Эрик Богосян — Радиоболтовня
- Серебряный медведь - специальный приз жюри:
  - Вечерний звон
- Почётное упоминание:
  - Жак Риветт — Банда четырёх
- Почётный приз Berlinale Camera Award:
  - Стивен Фрирз
- Детская секция фестиваля: Приз фонда Марии Шелл:
  - Золотые дожди
- Детская секция фестиваля: Приз сенатора в честь женщин, молодости и семьи:
  - Мой папа живёт в Рио
- Детская секция фестиваля: Особое упоминание:
  - De kast
- Приз Teddy (кино, посвящённое теме сексуальных меньшинств):
- Приз Teddy за лучший короткометражный фильм:
  - В поисках Лэнгстона
- Приз Teddy за лучший документальный фильм:
  - Тайни и Руби
- Приз Teddy за лучший художественный фильм:
  - Там весело
  - Писсуар
- Приз международной ассоциации кинокритиков (ФИПРЕССИ):
- Приз ФИПРЕССИ (конкурсная программа):
  - Банда четырёх
- Приз ФИПРЕССИ (программа «Форум»):
  - Документатор
  - Благодаря той войне
- Приз международной ассоциации кинокритиков - почётное упоминание:
- Приз международной ассоциации кинокритиков - почётное упоминание (конкурсная программа):
  - Я люблю, ты любишь
- Приз международного евангелического жюри:
- Приз международного евангелического жюри (программа «Форум»):
  - Пейзаж в тумане
- Приз имени Отто Дибелиуса международного евангелического жюри:
- Приз имени Отто Дибелиуса международного евангелического жюри (конкурсная программа):
  - Воскресшие
- Приз «Интерфильма» - почётное упоминание:
- Приз «Интерфильма» - почётное упоминание (конкурсная программа):
  - Слуга
- Приз Международной Католической организации в области кино (OCIC):
- Приз Международной Католической организации в области кино (конкурсная программа):
  - Воскресшие
- Приз Международной Католической организации в области кино (программа «Форум»):
  - Голоса с чердака
- Приз Международной Католической организации в области кино - почётное упоминание:
- Приз Международной Католической организации в области кино - почётное упоминание (программа «Форум»):
  - Дни затмения
- Приз Европейской конфедерации художественного кино:
- Приз Европейской конфедерации художественного кино (конкурсная программа):
  - Пока летит летучая мышь
- Приз Международного центра фильмов для детей и молодежи (C.I.F.E.J.):
  - Куколка
- Премия Детского фонда ООН (UNICEF):
  - Джулиана
- Премия Детского фонда ООН - особое упоминание:
  - Куколка
- Приз Альфреда Бауэра:
  - Слуга
- Приз Caligari за инновации в Программе молодого кино:
  - След
- Приз Peace Film Award:
  - Отель Терминус: Время и жизнь Клауса Барби
- Приз Peace Film Award - почётное упоминание:
  - Деяние господа
  - Революция на Филиппинах:
  - Мир наблюдает
- Приз газеты Berliner Morgenpost:
  - Человек дождя
- Приз газеты Zitty:
  - Революция на Филиппинах